# Drahobudice
Drahobudice là một làng thuộc huyện Kolín, vùng Středočeský, Cộng hòa Séc.